# Замок Шелленберг
 Замок Шелленберг (нем.  Schloss Schellenberg) — замок в районе Реллингхаузен немецкого города Эссен (федеральная земля Северный Рейн-Вестфалия). Замок находится в лесном районе, который также называется лес Шелленберг.

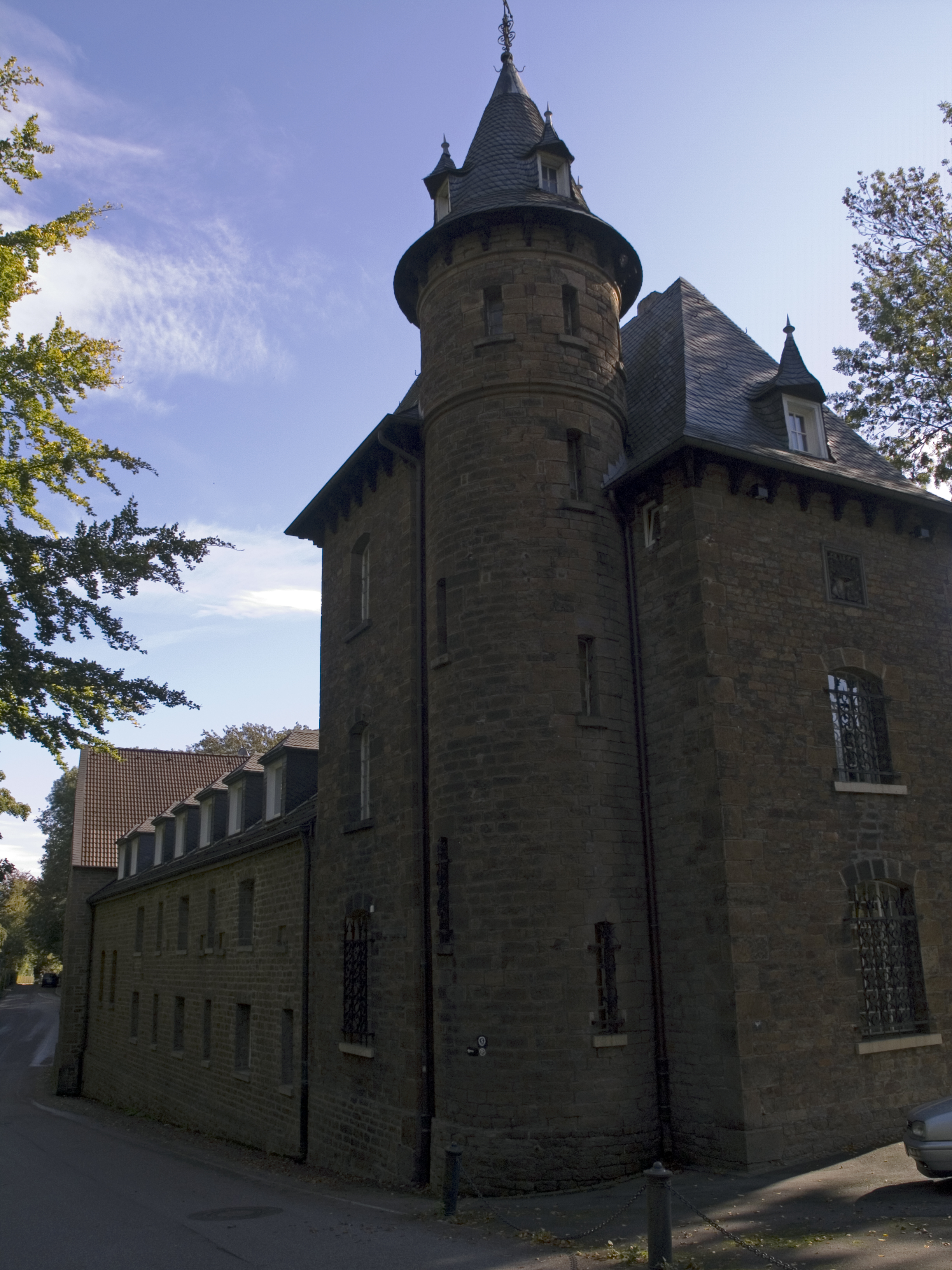
Угловая башня

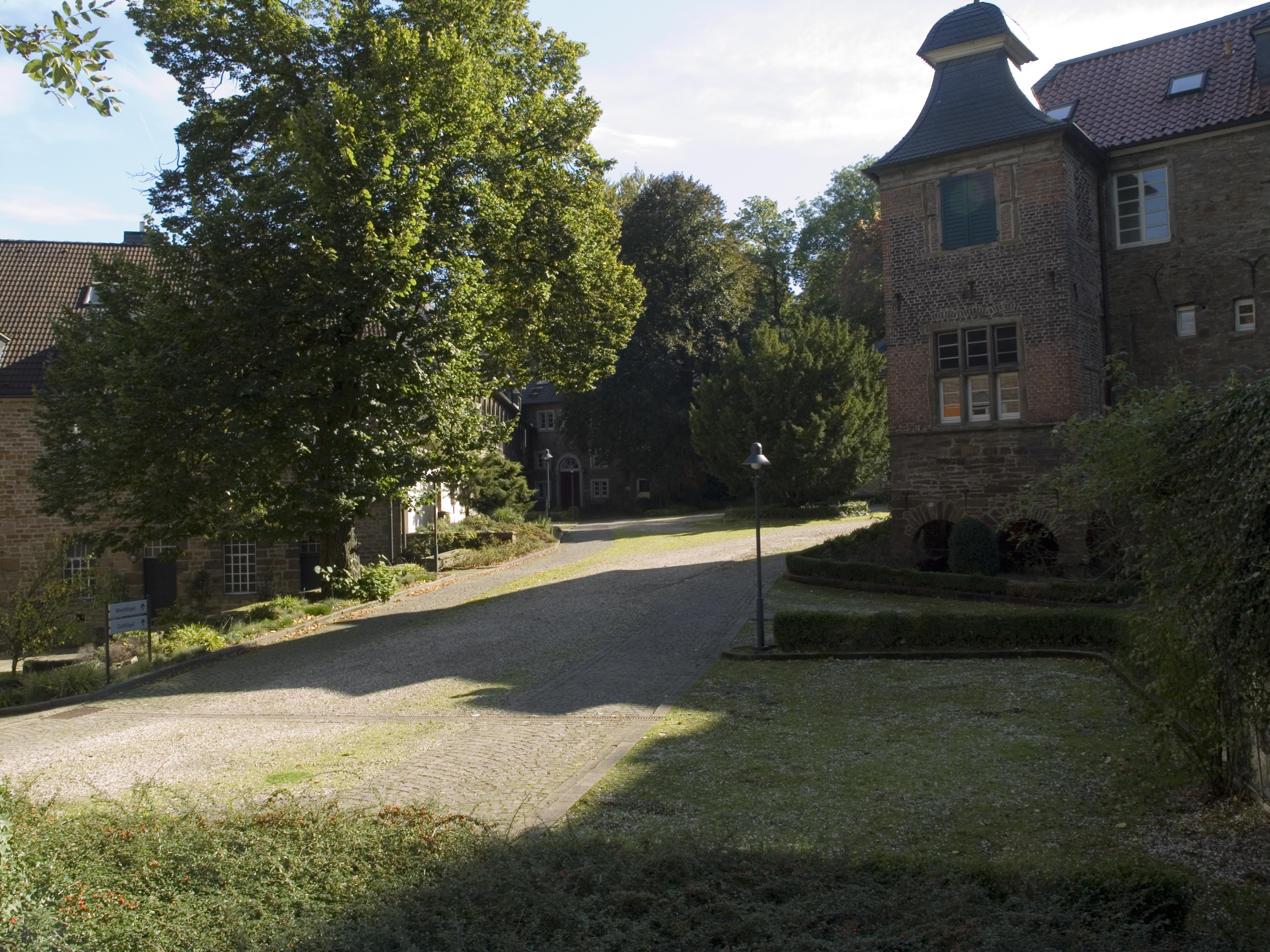
Внутренний двор замка

## История
Точная дата основания замка Шелленберг неизвестна. Первое письменное упоминание о замке датируется XII веком. В это время замком владеют благородные господа фон Бройх из Мюльхайма. В это время замок состоит из основного и вспомогательного корпусов, окруженных оборонительной стеной. В таком виде замок просуществует около пяти столетий. В конце XIII века замок по обмену передается во владение семейству Орст. В 1353 году Генрих фон Орст продает замок рыцарю Нольдо Кюкельсхайму, внучка которого принесла замок, как приданое, Пилгриму фон Лайтену.
Их бездетный сын Дитрих продал замок 28 августа 1452 года своему деверю[уточнить] Иоганну фон Фиттингхофф-Шеллю за 1100 рейнских гульденов. Попав во владение этого семейства, замок и получил своё нынешнее название. Это семейство было министериалами Эссенского аббатства и с 1456 года занимали должность дростов аббатства вплоть до секуляризации в 1803 году. В 1477 году сыновья Иоганна — Иоганн, Корд и Берндт делят наследство и замок Шелленберг попадает во владение Корда фон Фиттингхофф-Шелля.
В 1643—1656 годах Гисберт Иоганн Фиттингхофф-Шель сносит вспомогательный корпус и на его месте строит каменный жилой дом. При Мелчиоре фон Фиттингхофф-Шелле между 1660 и 1672 годами замок Шелленберг перестраивается в барочную усадьбу — угловая оборонительная башня перестраивается в жилую, перестраивается каменный дом, с юго-западной стороны пристраивается ещё одно крыло. В 1804 году оборудуется большой вытянутый хозяйственный двор. В 1820 году Макс Фридрих фон Фиттингхофф-Шелль сооружает трехэтажный господский дом на южной стороне замка. В 1829 году средневековый каменный дом увеличивается на один этаж. В 1893 году сооружается здание в псевдоготическом стиле на северо-западной стороне замка.
Потомки Корда фон Фиттингхофф-Шелля использовали замок Шелленберг как основное место жительства до начала XX века, пока в 1909 году, семейство не перебралось в замок Кальбек в Веце.
С 1918 года замок использовался в качестве детского дома, в 1920 году замок сдают в аренду католическому обществу помощи женщинам и детям. В 1967 году в замке размещается Высшая школа полиции. В 1993 году умирает последний представитель мужского пола в роду Фиттингхофф-Шеллей и замок унаследовала его племянница баронесса Шпис фон Бюллесхайм. Сегодня помещения замка сдаются в аренду различным фирмам и компаниям.